# Kinyongia mulyai
Espèce
Statut de conservation UICN

CRB1ab(i,ii,iii,iv,v)+2ab(i,ii,iii,iv,v) : 
En danger critique
Kinyongia mulyai est une espèce de sauriens de la famille des Chamaeleonidae.

## Répartition
Cette espèce est endémique du Katanga au Congo-Kinshasa.

## Étymologie
Cette espèce est nommée en l'honneur de Jules Mulya.

## Publication originale
- Tilbury & Tolley, 2015 : Contributions to the herpetofauna of the Albertine Rift: Two new species of chameleon (Sauria: Chamaeleonidae) from an isolated montane forest, south eastern Democratic Republic of Congo. Zootaxa, no 3905 (3), p. 345–364.